# Embajada de Chile en Argentina
La Embajada de Chile en Argentina es en este país la máxima y principal representación diplomática; su sede se encuentra en la calle Tagle n.º2762, Buenos Aires y su embajador actual es José Antonio Viera-Gallo.

## Historia
En 1811 el Primer Congreso Nacional de Chile designó al primer representante oficial del país en Buenos Aires, Francisco Antonio Pinto, quien fue posteriormente presidente de Chile. Al año siguiente, 1812, el patriota chileno Manuel de Salas, diputado impulsor de los primeros avances hacia la abolición de la esclavitud en Chile, la ley de libertad de vientres (1811), fue nombrado agente diplomático en Argentina, siendo además Secretario de Relaciones Exteriores de la Junta Provisional de Gobierno.
Durante el siglo XIX importantes personalidades culturales y políticas chilenas ocuparon la representación en Buenos Aires como encargados de negocios y ministros plenipotenciarios, como el intelectual José Victorino Lastarria (1864), el poeta Guillermo Blest-Gana (1866, 1870, 1871), el historiador Diego Barros Arana (1876) y el futuro presidente José Manuel Balmaceda (1879).
En marzo de 1975 la dictadura de Pinochet decidió que el organismo secreto encargado de la represión, inteligencia, tortura y eliminación de opositores políticos, la Dirección de Inteligencia Nacional, DINA, tuviera su propio agregado en la embajada, el coronel Víctor Barría Barría, quien "colaboraba estrechamente con la inteligencia argentina, en particular con la Secretaría de Informaciones del Estado (SIDE)", evaluando a las personas que migraban entre ambos países desde el punto de vista político, de manera que Barría actuaba como representante oficial, mientras el agente Enrique Arancibia Clavel actuaba como jefe clandestino de operaciones, estableciendo una coordinación represiva que llevó a la posterior Operación Cóndor conjunta con los servicios de inteligencia de los países del Cono Sur.
Durante la guerra de las Malvinas, la Embajada de Chile gestionada por la dictadura de Pinochet, informó al agregado naval británico de la zarpada de los submarinos argentinos desde la Base Naval Mar del Plata.

## Objetivos y funciones principales
El objetivo principal de la Embajada de Chile en Argentina es favorecer y fortalecer las relaciones bilaterales entre Chile y Argentina. Argentina y Chile comparten la segunda frontera más extensa del planeta y en consecuencia lazos históricos que vinculas ambos países. Por lo tanto, la Embajada de Chile en Argentina, persigue fortalecer los vínculos diplomáticos entre ambos países así como trabajar para mejorar la integración nacional y subnacional, objetivos que comparten como consecuencia de sus convergencias geográficas, culturales e históricas comunes.

## Acuerdos y tratados bilaterales
Argentina y Chile llevan a cabo y fortalecen sus actividades bilaterales a través de los siguientes acuerdos y tratados bilaterales firmados por ambos países:
- Tratado de Paz y Amistad (1984)
- Acuerdo de Complementación Económica N.º 16 (Chile – Argentina, 1991)
- Acuerdo de Complementación Económica N.º 35 (Chile – MERCOSUR, 1996)
- Tratado sobre Promoción y Protección Recíproca de Inversiones.
- Convenio para evitar la Doble Tributación.
- Tratado de Integración y Complementación Minera
- Acuerdo sobre Controles Integrados de Frontera.
- Tratado sobre Medio Ambiente.
- Protocolo sobre Recursos Hídricos Compartidos.
- Tratado sobre Integración y Complementación Minera Chile Argentina.
- Tratado de Maipú de Integración y Cooperación

## Consulados
Además de la embajada en Buenos Aires, Chile posee consulados en otras ciudades, éstas son:
- Bariloche (Consulado-General)
- Buenos Aires (Consulado-General)
- Córdoba (Consulado-General)
- Mendoza (Consulado-General)
- Neuquén (Consulado-General)
- Río Gallegos (Consulado-General)
- Rosario (Consulado-General)
- Salta (Consulado-General)
- Bahía Blanca (Consulado)
- Comodoro Rivadavia (Consulado)
- Mar del Plata (Consulado)
- Río Grande (Consulado)
- Ushuaia (Consulado)

## Galería

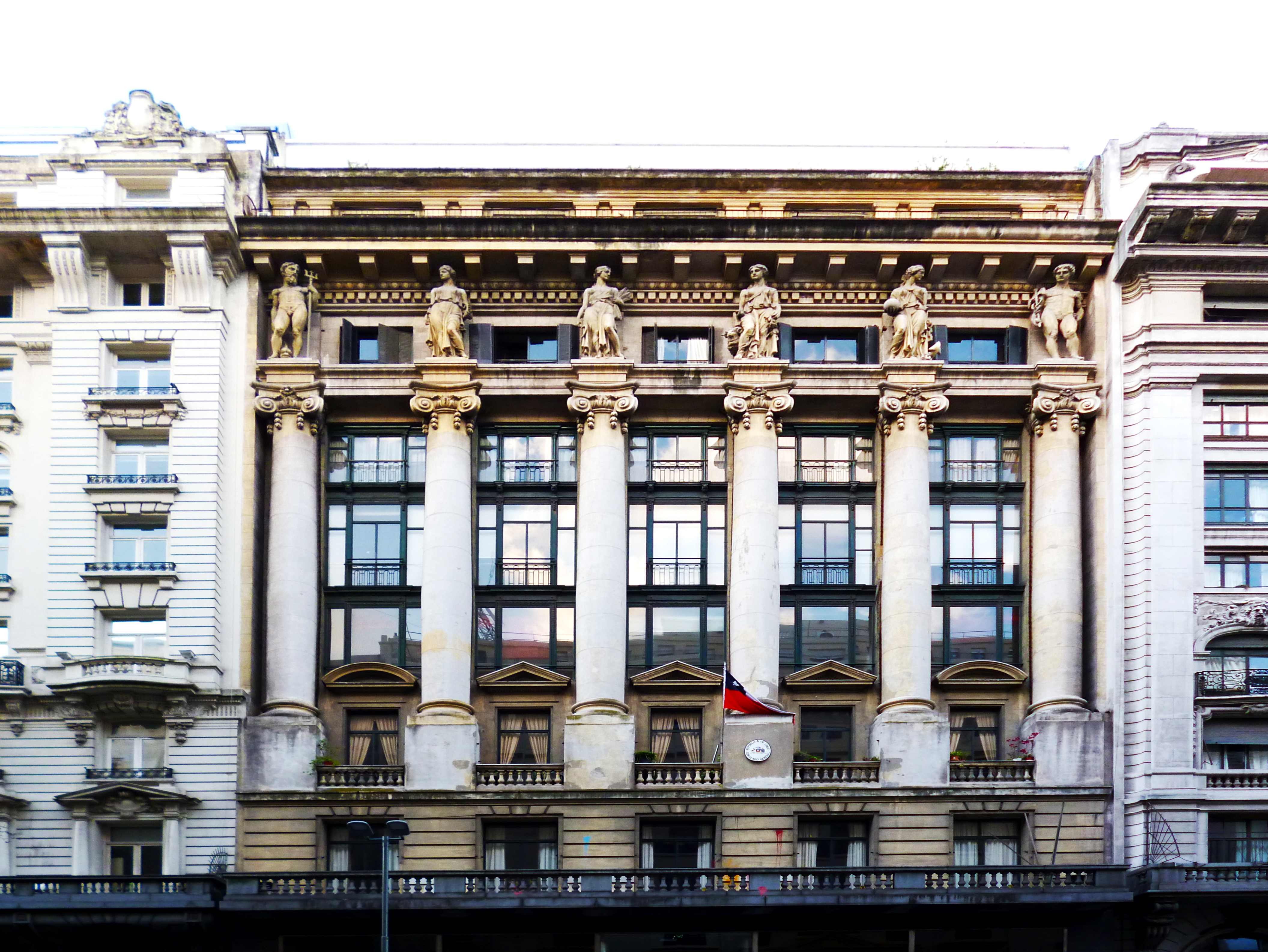
Consulado-General en Buenos Aires
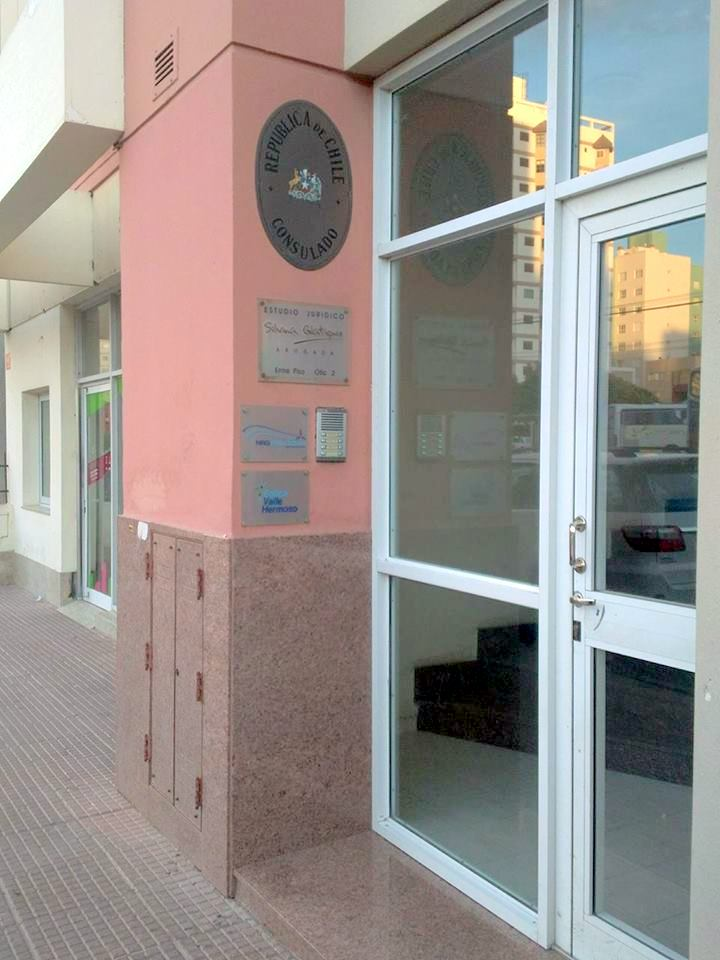
Consulado-General en Comodoro Rivadavia